# Богачево (Московская область)
Богачёво — деревня в Одинцовском районе Московской области, в составе сельского поселения Часцовское. Население 11 человек на 2010 год. До 2006 года Богачёво входило в состав Часцовского сельского округа.
Деревня расположена на юго-западе района, на обоих берегах реки Нахавня, в верховье, в 7 километрах на северо-запад от Голицыно, высота центра над уровнем моря 183 м.

## История
Впервые в исторических документах деревня встречается в «Экономических примечаниях» 1800 года, как деревня Ешманка, в которой было 14 дворов, 46 мужчин и 47 женщин. Владелицей деревни была на то время княгиня Варвара Васильевна Голицына. На 1852 год в деревне Юшманка, Богачёво тож числилось 13 дворов, 60 душ мужского пола и 58 — женского, деревня была собственностью тайного советника Петра Фёдоровича Балк-Полева. В 1890 году в деревне проживало 130 человек. По Всесоюзной переписи 17 декабря 1926 года уже в Богачёво числилось 40 хозяйств и 182 жителя, школа первой ступени и сельсовет, по переписи 1989 года — 28 хозяйств и 13 жителей.